# روبر اسچپانیاک
روبر اسچپانیاک (لهستانی: Robert Szczepaniak؛ زادهٔ ۴ آوریل ۱۹۴۲) بازیکن و مربی فوتبال اهل فرانسه بود.
از باشگاه‌هایی که در آن بازی کرده‌است می‌توان به باشگاه فوتبال متس، باشگاه فوتبال استراسبورگ، و باشگاه فوتبال سن-اتین اشاره کرد.
وی همچنین در تیم ملی فوتبال فرانسه بازی کرده‌است.